# Matériel moteur des chemins de fer britanniques
Le matériel moteur des chemins de fer britanniques, est constitué d'une grande diversité de locomotives et de  rames automotrices qui ont été exploitées sur le réseau ferroviaire britannique. Cette page liste tous les engins (locomotives et rames automotrices) qui ont été repris dans la classification TOPS et tout le parc de traction moderne (diesel, électrique, à gaz ou à pétrole) mis en service sur le réseau principal depuis 1948 (c’est-à-dire par British Rail et les compagnies privées qui lui ont succédé). Sont exclus le matériel remorqué (voitures et wagons), les engins de traction modernes en service avant 1948 et les machines à vapeur en service avant 1968 (voir liens vers les listes spécifiques en bas de page).
La classification des engins moteurs britanniques expose en détail le système de numérotation et de classification utilisé dans cette page. En bref, depuis 1968 British Rail a classé ses engins moteurs selon le système TOPS. Les engins moteurs ont reçu des numéros de classe à deux chiffres pour les locomotives et à trois chiffres pour les rames automotrices.
Les engins de types semblables ont reçu des numéros contigus, par exemple de 01 à 69 pour les locomotives diesel, de 70 à 79 pour les locomotives électriques à courant continu et diesel-électriques et de 80 à 96 pour les locomotives électriques à courant alternatif ou polycourant.

## Locomotives diesel
Les numéros de classes des locomotives diesel de 1955 sont indiqués entre parenthèses le cas échéant.

### Locotracteurs
Un grand nombre de types différents de locotracteurs furent acquis par British Rail et ses prédécesseurs, beaucoup d’entre eux ont été retirés du service avant l’introduction du système TOPS. Le tableau ci-dessous s’efforce de lister les différents types et la classification utilisés them aussi clairement que possible:
Locotracteurs de moins de 350 CV (261 kW)
| Classes TOPS | Classe 1948 | Classe 1955   | Classe 1962 | Numérotation de 1948         | Numérotation de 1957     |
|              |             | 52 CV (39 kW) |             | 11104                        |                          |
|              | DY1         | D1/1          | 1/15        | 11500-11502                  | D2950-D2952              |
| Class 01     | DY2         | D1/2          | 1/12        | 11503-11506                  | D2953-D2956              |
|              | DY5         | Class D1/3    | 1/16        | 11507-11508                  | D2957-D2958              |
| Class 02     |             | D1/4          | 1/17        |                              | D2850-D2869              |
|              | DY11        | Class D2/1    | 2/4A        | 11700-11707                  | D2700-D2707              |
| Class 03     | DJ15        | D2/2          | 2/1         | 11187-11211                  | D2000-D2199, D2370-D2399 |
| Class 04     | DJ12        | D2/3          | 2/13A       | 11100-03, 11105-15           | D2200-D2214              |
| Class 04     | DJ12/1      | D2/4          | 2/13        | 11121-35, 11149-60, 11212-29 | D2215-D2273              |
| Class 04     | DJ12/2      | D2/13         | 2/13        |                              | D2274-D2341              |
|              | DJ14        | Class D2/5    | 2/12A       | 11177-11186                  | D2400-D2409              |
|              |             | Class D2/7    | 2/14        | 11116-20, 11144-48           | D2500-D2509              |
| Class 05     | DJ13        | D2/8          | 2/15A       | 11136-43, 11161-76           | D2550-D2573              |
| Class 05     | DJ13/2      | D2/9          | 2/15        |                              | D2574-D2618              |
| Class 06     |             | D2/6          | 2/12        |                              | D2410-D2444              |
|              | DY11        | Class D2/10   | 2/4         | 11708-11719                  | D2708-D2719              |
| 2/4B         | DY11        | Class D2/10   |             | D2720-D2780                  |                          |
|              |             | Class D2/11   | 2/2         |                              | D2999/D9998              |
|              |             | Class D2/12   | 2/14A       |                              | D2510-D2519              |
| Class 07     |             |               | 2/16        |                              | D2985-D2998              |
|              |             | 250 CV        |             | 13000                        |                          |
|              |             | Class D3/1    | 3/4         |                              | D2900-D2913              |

Locotracteurs de 350 CV (261 kW) et plus
| Classes TOPS | Classe 1948 | Classe 1955 | Classe 1962 | Numérotation de 1948 | Numérotation de 1957                                |
| Class 08     | DEJ4        | D3/2        | 3/1         | 13000-13366 excl.:   | D3000-D4192 excl.:                                  |
| Class 09     | DEJ4        | D3/2        | 3/1         |                      | D3665-71, D3719-21, D4099-D4114                     |
|              |             | Class D3/3  | 3/1B        | 13117-13126          | D3117-D3126                                         |
| Class 10     | DEJ5        | D3/4        | 3/1C        | 13137-13151          | D3137-51, D3439-53, D3473-D3502, D3612-51, D4049-94 |
|              | DEJ6        | Class D3/5  | 3/1D        | 13152-13166          | D3152-D3166                                         |
|              |             | Class D3/6  |             | 12000-12002          |                                                     |
|              |             | Class D3/7  | 3/8         | 12003-12032          |                                                     |
| Class 11     | DEJ3        | D3/8        | 3/8A        | 12033-12138          |                                                     |
|              | DEJ1        | Class D3/9  | 3/10        | 15000-15003          |                                                     |
|              |             | Class D3/10 | 3/11A       | 15100                |                                                     |
|              |             | Class D3/11 | 3/11        | 15101-15106          |                                                     |
|              |             | 360 CV      |             | British Rail 15107   |                                                     |
|              |             | Class D3/12 | 3/9A        | 15201-15203          |                                                     |
| Class 12     |             | D3/13       | 3/9         | 15211-15236          |                                                     |
|              | DEJ2        | Class D3/14 | 3/2         | 15004                |                                                     |
|              |             | 500 CV      |             | 11001                |                                                     |
| Class 13     |             |             | 7/1         |                      | D4501-D4502                                         |
| Class 14     |             |             | 6/1         |                      | D9500-D9555                                         |

### Type 1
Classes TOPS
- Class 15 (D8/1)
- Class 16 (D8/2)
- Class 17
- Class 20 (D10/3)

Classes d’avant 1955
- 10800

### Type 2
- Class 21 (D10/1 & D11/2)

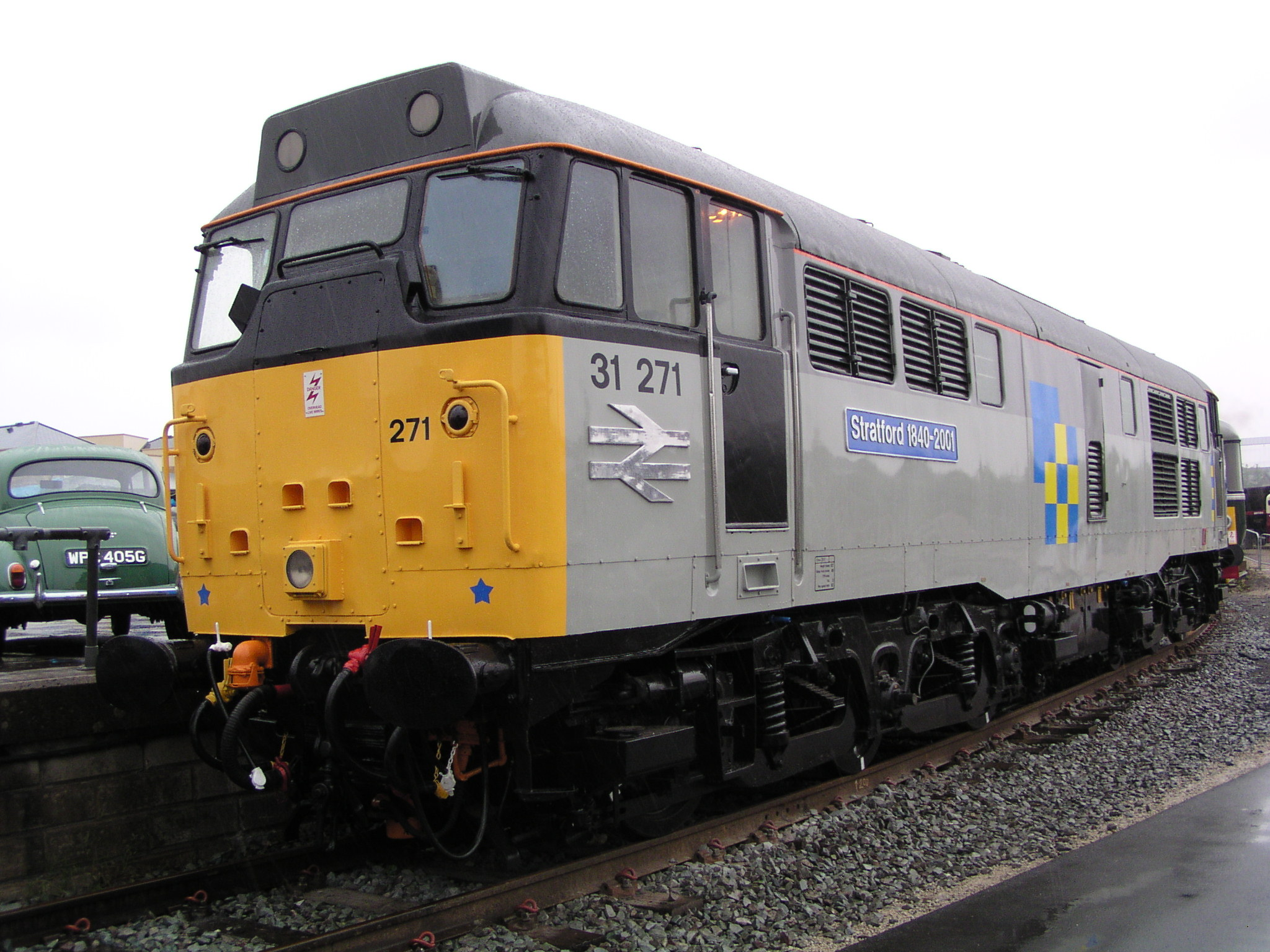
Locomotive Class 31 n° 31271 à York. Cette locomotive est conservée par le Midland Railway Butterley, mais actuellement louée au Nene Valley Railway.

- Class 21 (Vossloh) (Seconde utilisation de ce numéro de classe)
- Class 22 (D10/2 & D11/5)
- Class 23 (D11/1)
- Class 24 (D11/3)
- Class 25 (D12/1)
- Class 26 (D11/4)
- Class 27 (D12/3)
- Class 28 (D12/2)
- Class 29
- Classe 30 (D13/1)
- Class 31 (D14/1 & D14/2)

### Type 3
Classes TOPS
- Class 33 (D15/1 & D15/2)
- Class 35 (D17/1)
- Class 37 (D17/2)

Classes avant le système TOPS
- Class D16/1 1 (10000-10001)
- Class D16/2 (10201-10203)

### Type 4

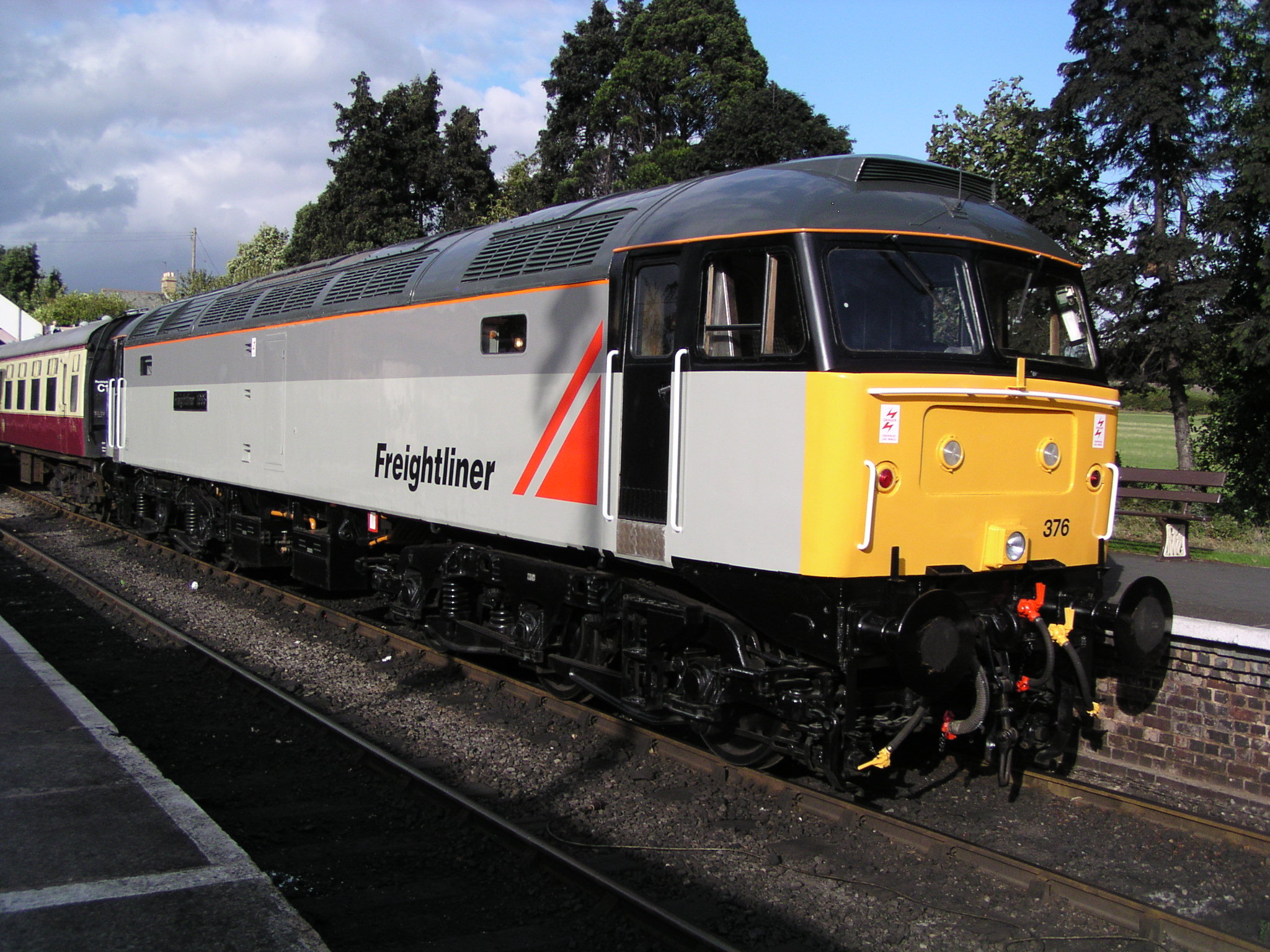
Locomotive Class 47 n° 47376 à Toddington

TOPS Classes
- Class 40 (D20/1)
- Class 41 (Warship Class) (D20/2)
- Classe 41 (Prototype HST)
- Class 42 (D22/1)
- Class 43 (Warship Class) (D22/2)
- Class 43 (HST)
- Class 44 (D23/1)
- Class 45 (D25/1)
- Class 46
- Class 47
- Class 50
- Classe 52 (Western Class) (D27/1)
- Class 53
- Class 57

Classes avant 1955
- 10100

## Type 5

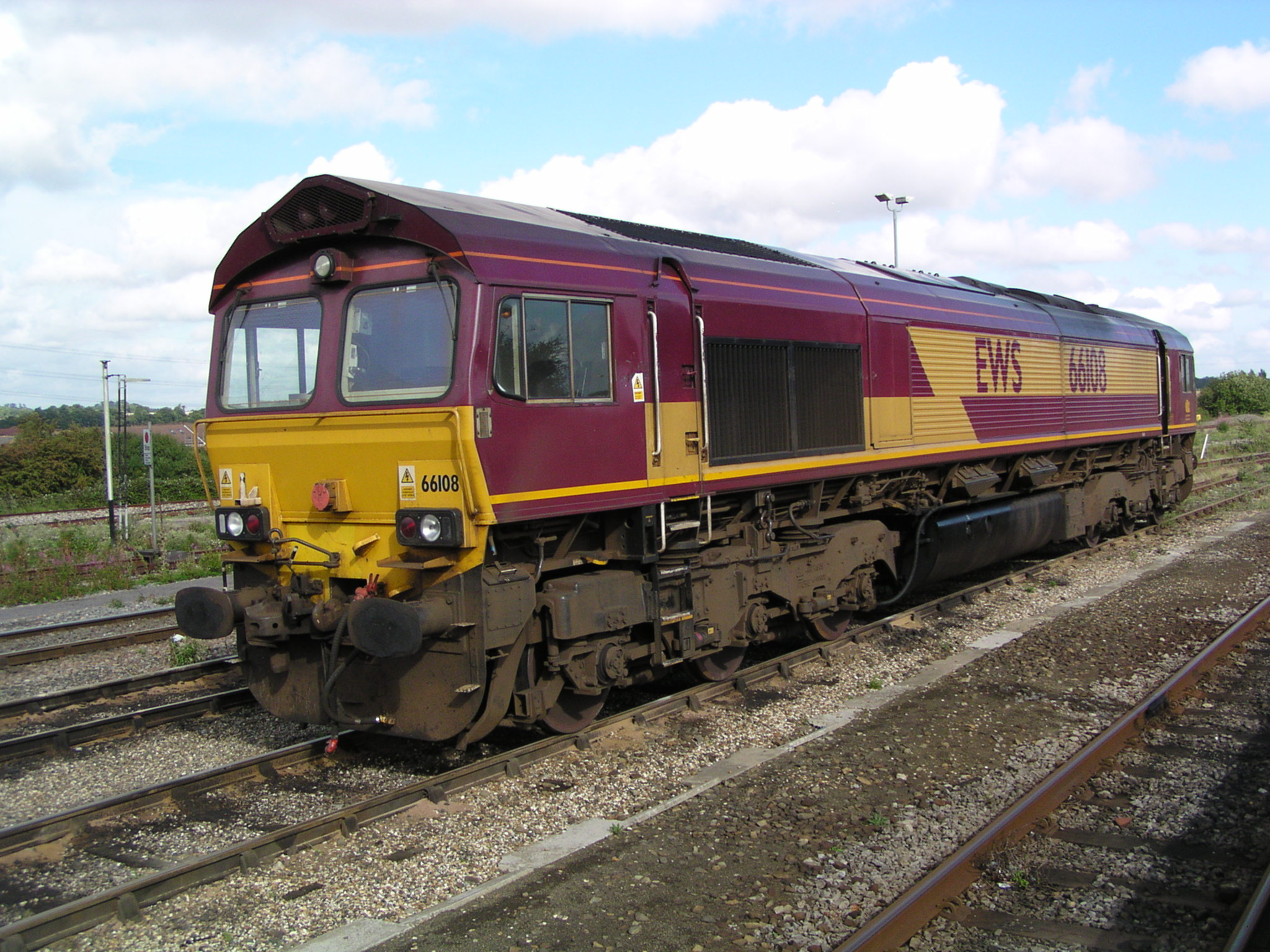
Locomotive n° 66108 d'EWS à Didcot le 23 août 2004

- Classe 55 (Deltic) (D33/1)
- Class 56
- Class 58
- Class 59
- Class 60
- Class 66
- Class 67

## Locomotives électriques

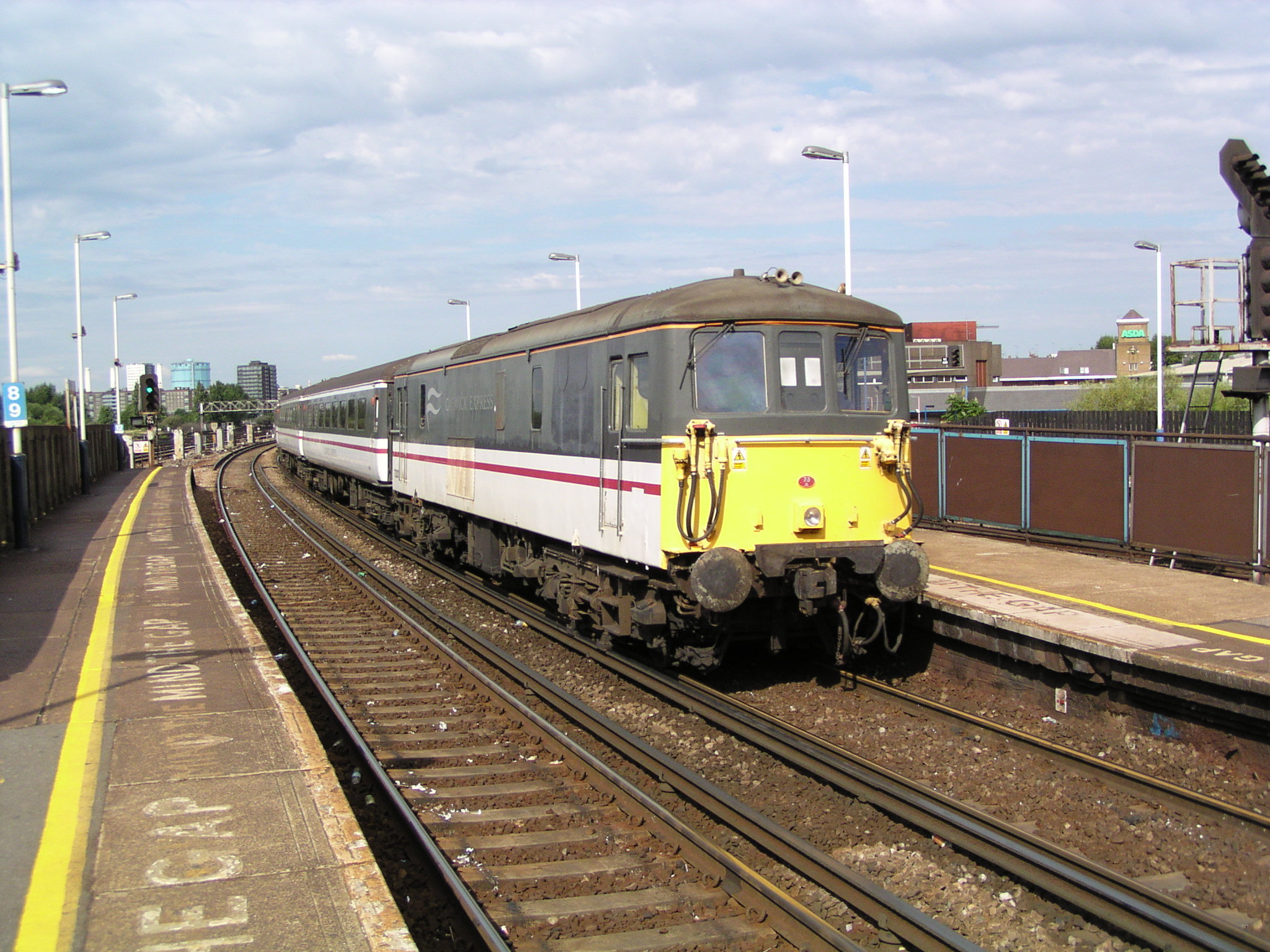
Locomotive Class 73 n° 73201 de Gatwick Express à Clapham Junction.

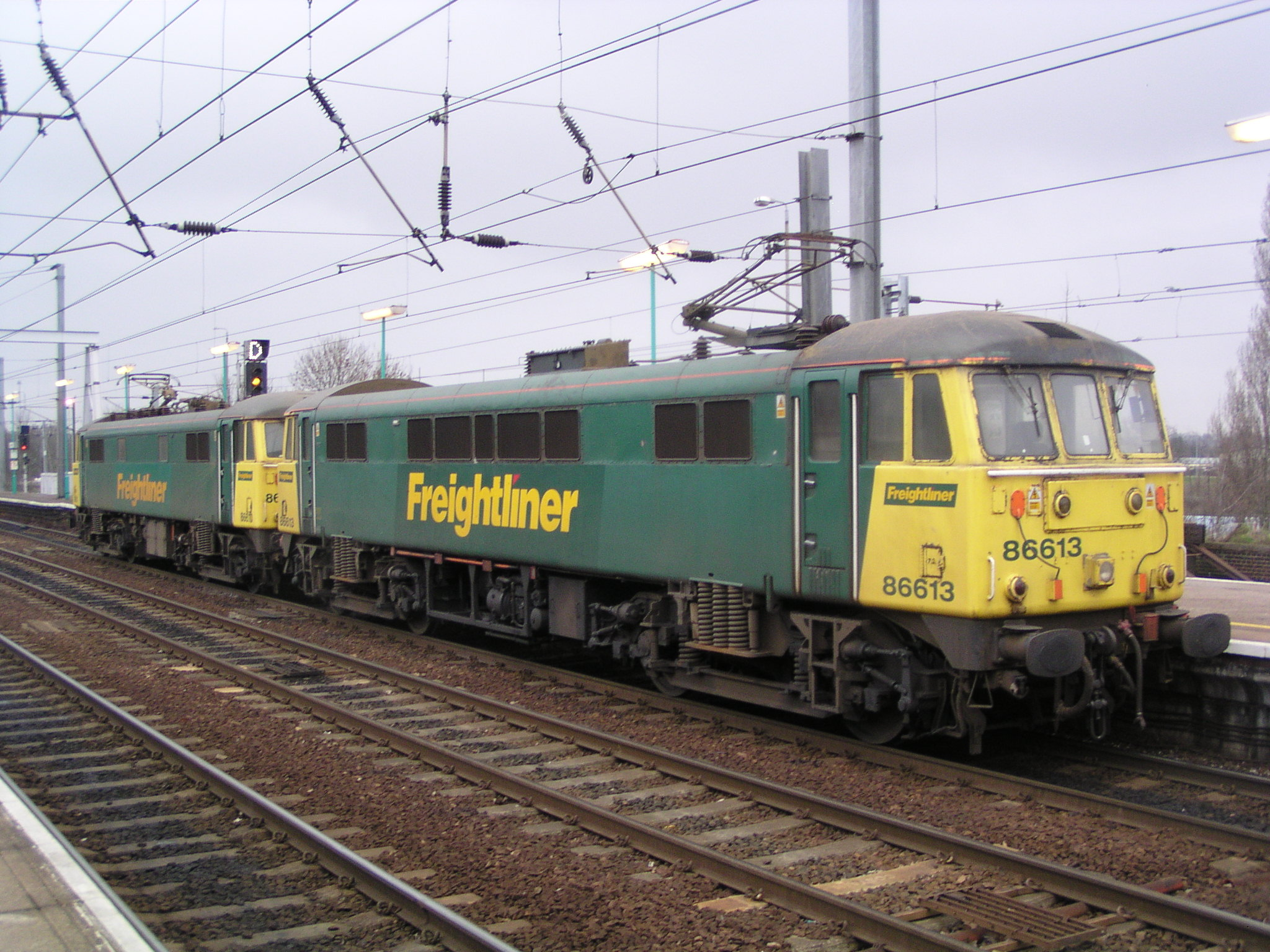
Locomotives Class 86 n°. 86613 et 86610 de Freightliner à Ipswich.

### Locomotives électriques à courant continu
Classes TOPS
- Class 70
- Class 71 HA
- Class 73 JA ou JB
- Class 74 HB
- Class 76 EM1
- Class 77 EM2

Classes avant le système TOPS
- Class EB1 (26502-26511)
- Class EE1 (26600)
- Class ES1 (26500-26501)

### Locomotives électriques à courant alternatif
- Class 80
- Class 81 AL1
- Class 82 AL2
- Class 83 AL3
- Class 84 AL4
- Class 85 AL5
- Class 86 AL6
- Class 87
- Class 89
- Class 90
- Class 91
- Class 92

## Locomotives diverses

### Parc de service
- Class 97
- Class 97/6 6
- Locomotives de services avant le système TOPS

### Vapeur
- Class 98

### Pétrole
- 15097-15099

### Turbine à gaz
- 18000
- 18100

### Prototypes des constructeurs
Locomotives propriété des constructeurs, mais utilisées par British Rail à titre d’essai.
- D0226 & D0227
- D0260 Lion
- D0280 Falcon
- D9998
- DHP1
- DP1 Deltic
- DP2
- GT3
- HS4000 Kestrel
- Janus & Taurus

## Rames automotrices diesel

### Première génération "heritage"
TOPS classes
- Class 100 (Gloucester)
- Class 101 (Met-Camm)
- Class 102 (Met-Camm)
- Class 103 (Park Royal)
- Class 104 (BRCW)
- Class 105 (Cravens)
- Class 106 (Cravens)
- Class 107 (Derby Heavyweight)
- Class 108 (Derby Lightweight)
- Class 109 (Wickham)
- Class 110 (Calder Valley)
- Class 111 (Met-Camm)

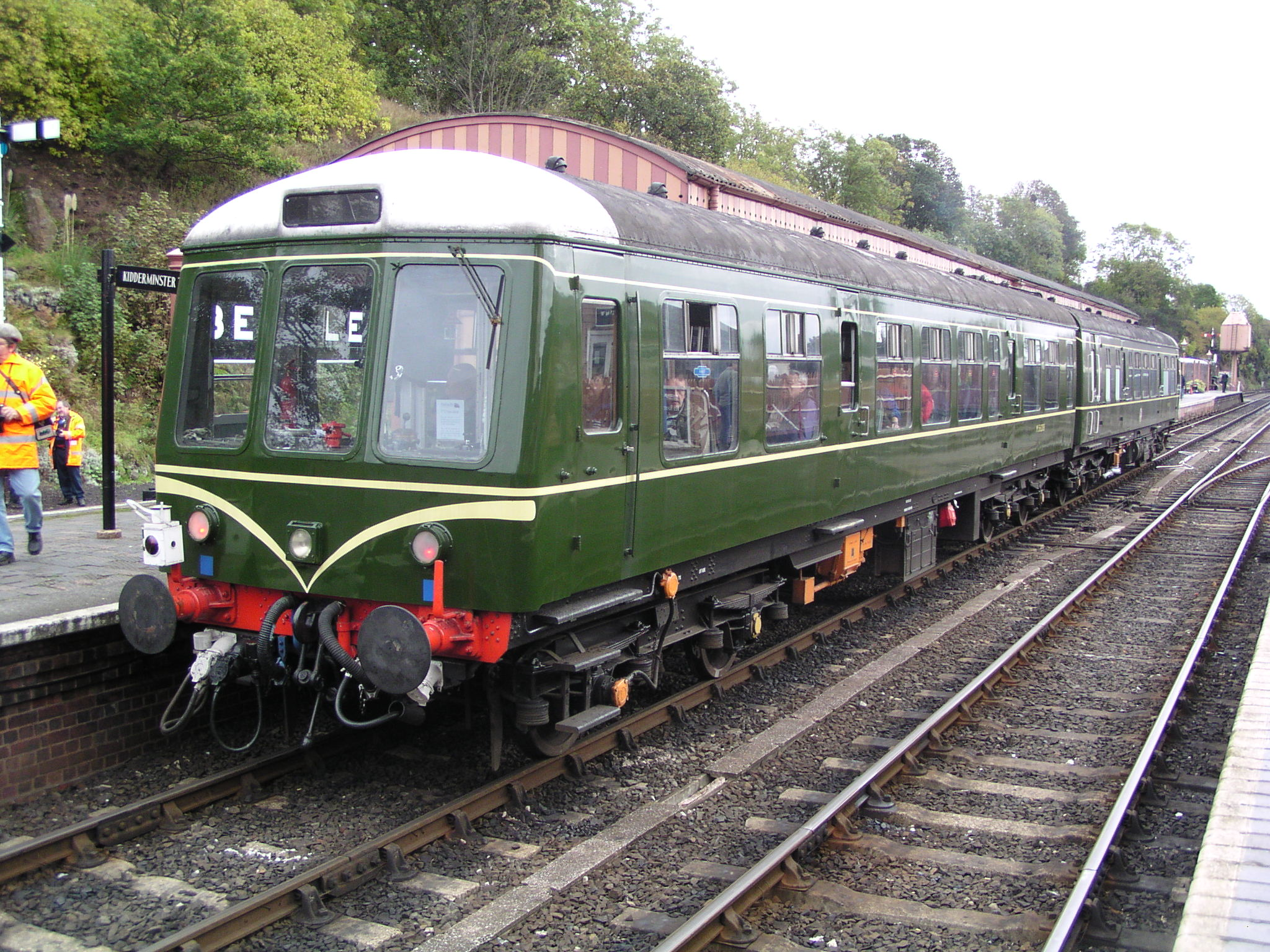
Rames diesel Class 108 préservées n° 56208 et 51935 sur le Severn Valley Railway.

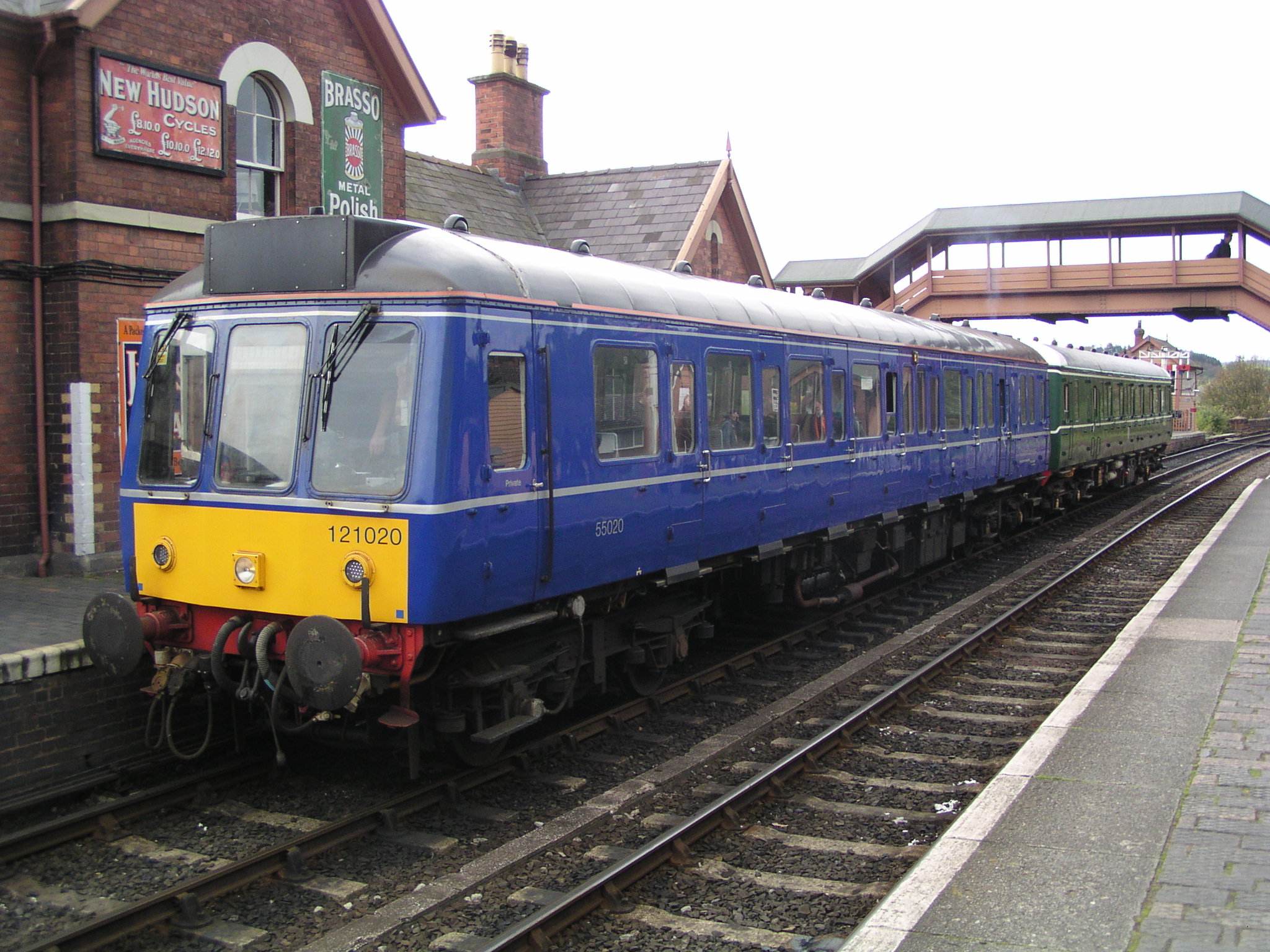
Rame Class 121 ’’Bubble Car’’ des Chiltern Railways n° 121020 à Bewdley.

- Class 112 (Great Northern Suburban)
- Class 113 (Great Northern Suburban)
- Class 114 (Derby Heavyweight)
- Class 115 (Derby Suburban)
- Class 116 (Derby Suburban)
- Class 117 (Pressed Steel Suburban)
- Class 118 (BRCW Suburban)
- Class 119 (Gloucester Cross-Country)
- Class 120 (Swindon Cross-Country)
- Class 121 (Pressed Steel Bubble Car)
- Class 122 (Gloucester Bubble Car)
- Class 123 (Trans-Pennine)
- Class 124 (Trans-Pennine)
- Class 125 (Lea Valley)
- Class 126 (Swindon InterCity)
- Class 127 (Bed-Pan)
- Class 128 (Gloucester Parcels)
- Class 129 (Cravens Parcels)
- Classe 130 (Parcels, ex-Classe 116)
- Classe 131 (Parcels, ex-Classe 122)

Classes avant le système TOPS
- Derby Lightweight Prototype Units
- Metro-Cammell Prototype Units
- British United Traction Units
- Railbuses
- Ex-GWR Railcars
- Ex-LMS Railcars

### Deuxième génération de rames diesel

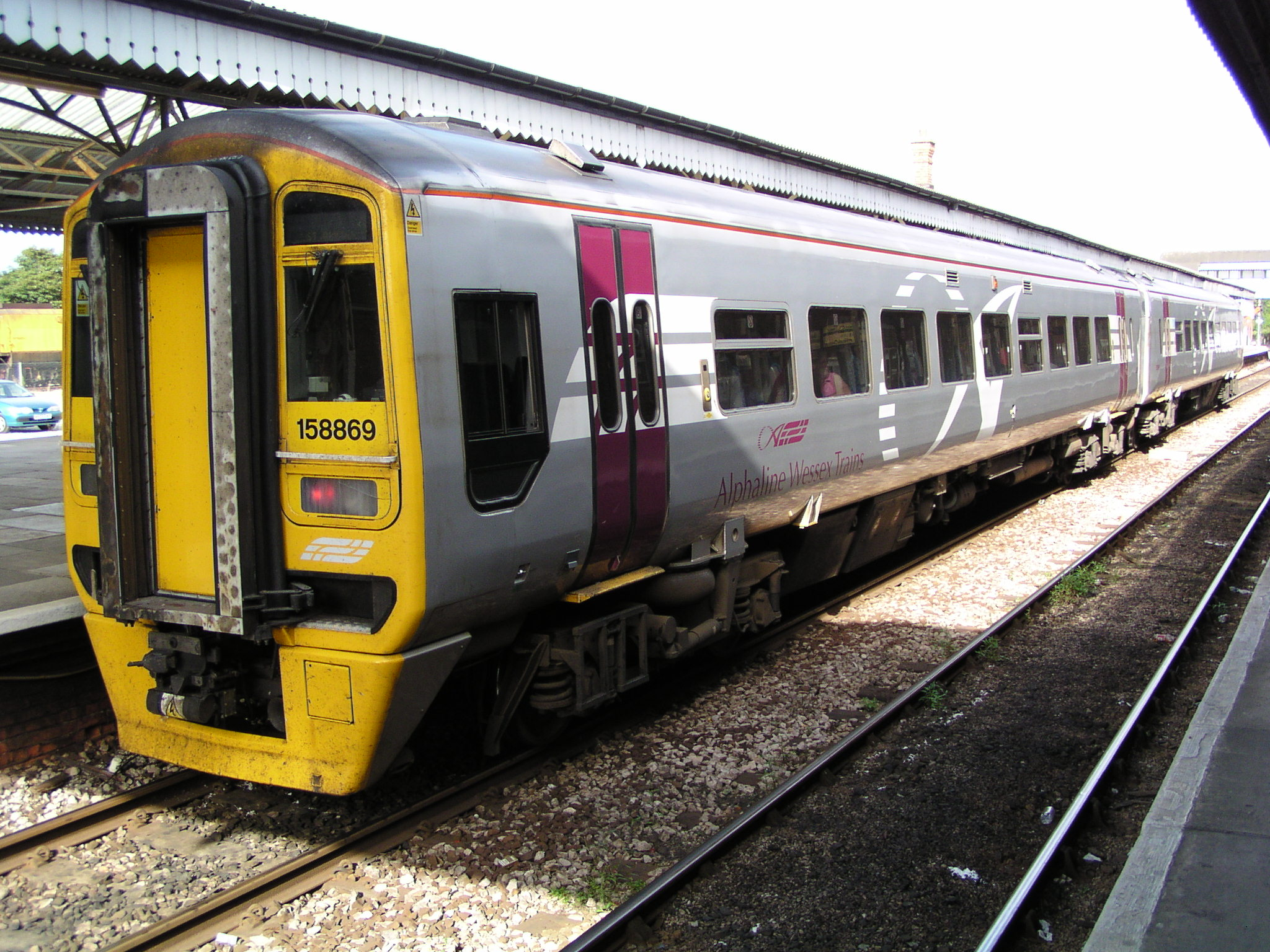
Wessex Trains Class 158 n° 158869 à Truro.

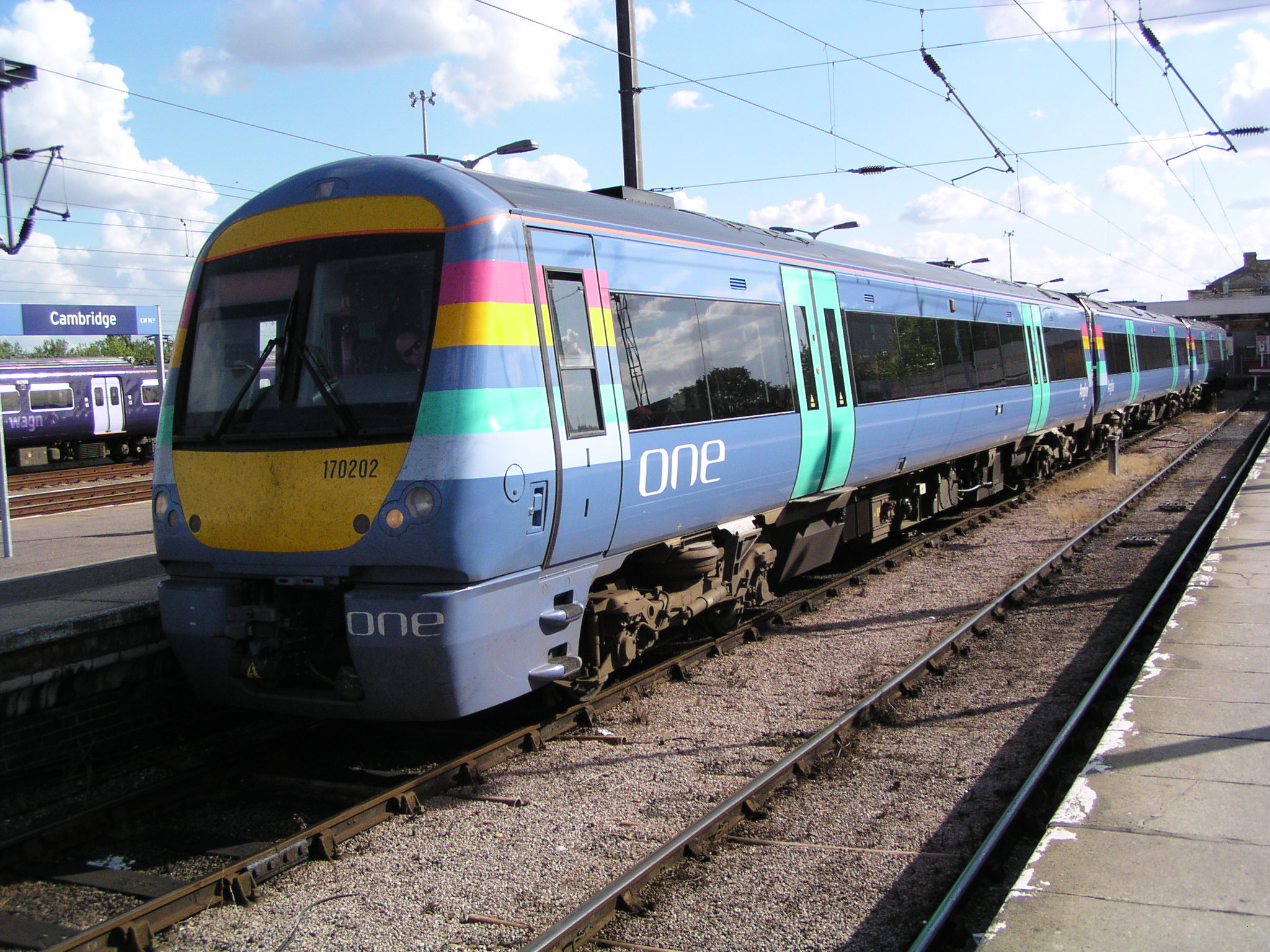
Rame Class 170 n° 170202 de One Railway à Cambridge

#### Pacers
- LEV Railbuses
- Class 140
- Class 141
- Class 142
- Class 143
- Class 144

#### Sprinters
- Class 150 (Sprinter)
- Class 151 (Prototype)
- Class 151 (Proposed rebuild of Classe 151)
- Class 153 (Super-Sprinter, ex-Classe 155)
- Class 150 (Prototype Super-Sprinter)
- Class 155 (Super-Sprinter)
- Class 156 (Super-Sprinter)
- Class 157 (Proposed Super-Sprinter)
- Class 158 (Express-Sprinter)
- Class 159 (Express-Sprinter)

#### Turbos
- Class 165 (Network Turbo)
- Class 166 (Network Express Turbo)
- Class 168 (Clubman)
- Class 170 (Turbostar)
- Class 171 (Turbostar)

#### Coradias
- Class 175 (Coradia)
- Class 180 (Adelante)

#### Diesel Desiro
- Class 185 (Desiro)

### Rames automotrices diesel-électriques

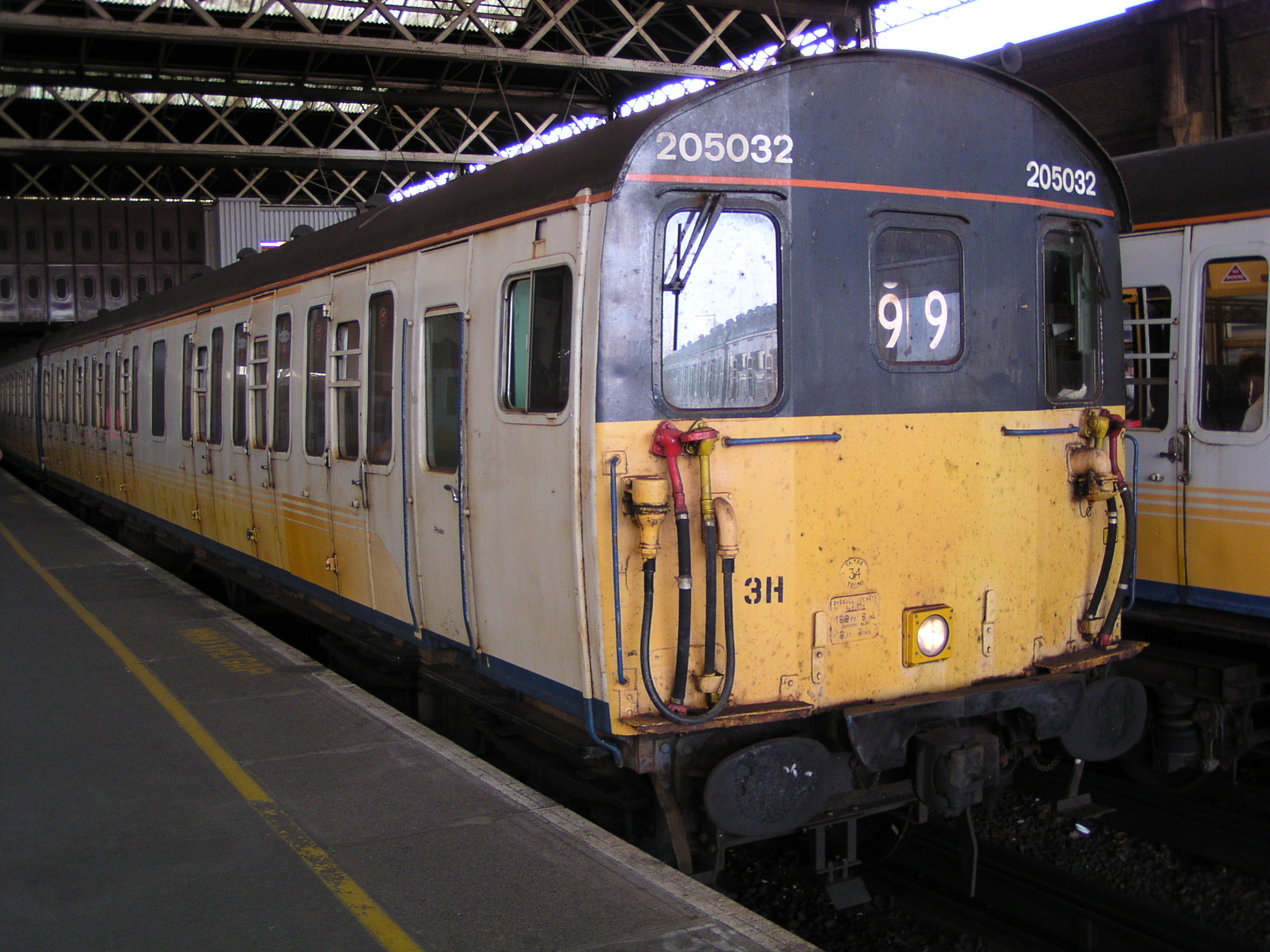
Rame Class 205 n° 205032 de Southern à London Bridge.

Ces rames ont une transmission électrique (par opposition aux transmissions mécanique ou hydraulique).

#### Rames diesel-électriques de laSouthern Region
La Southern Region de British Rail utilisait des codes à une seule lettre pour classer ses classes de rames diesel-électriques.
- Class 201 (6S)
- Class 202 (6L)
- Class 203 (6B)
- Class 204 (3T)
- Class 205 (3H)
- Class 206 (3R)
- Class 207 (3D)

#### Prototypes diesel-électriques de laWestern Region
- Class 210

#### Rames diesel-électriquesVoyager-Express

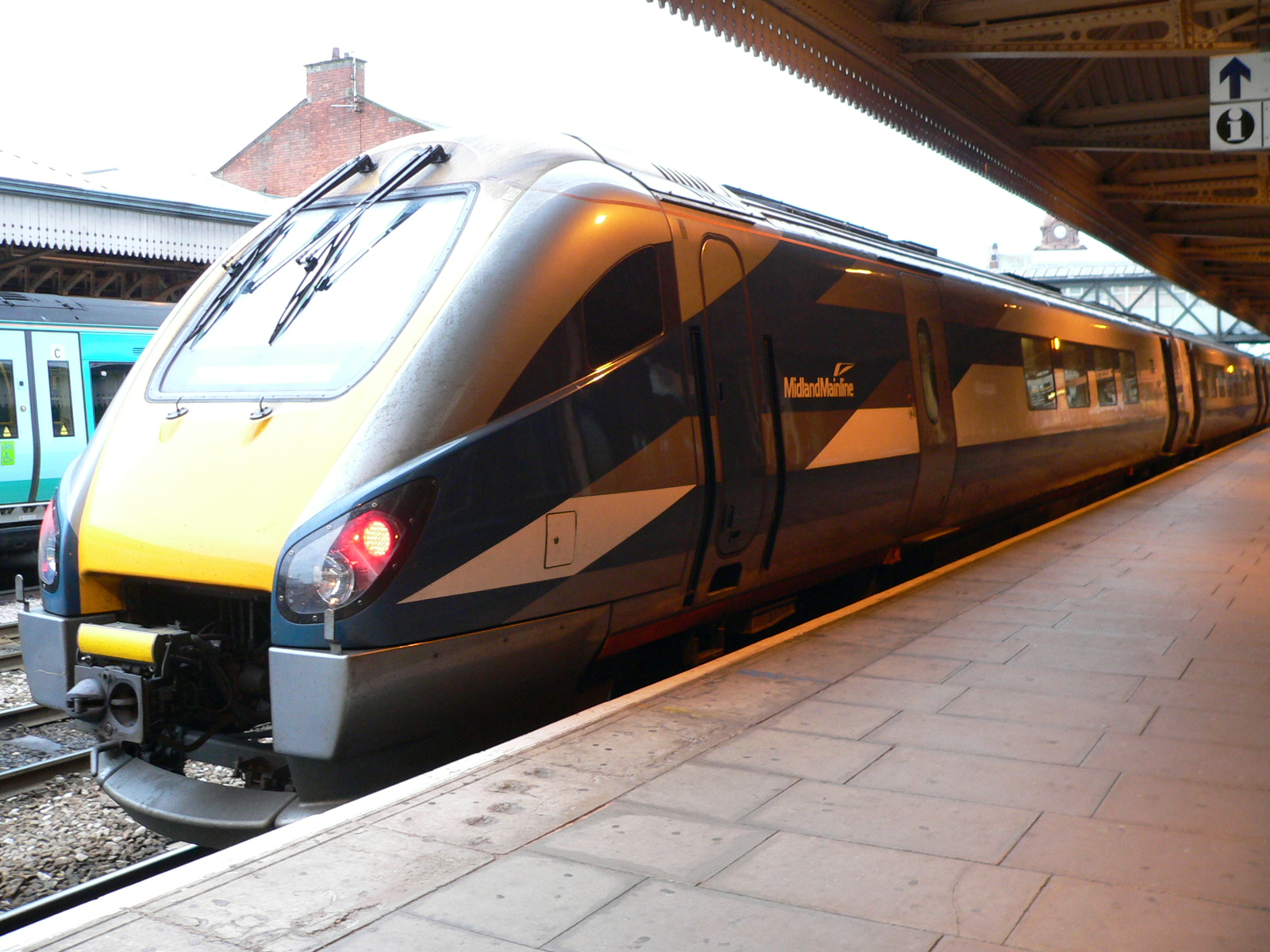
Rame diesel-électrique Class 222 de Midland Mainline en gare de Nottingham

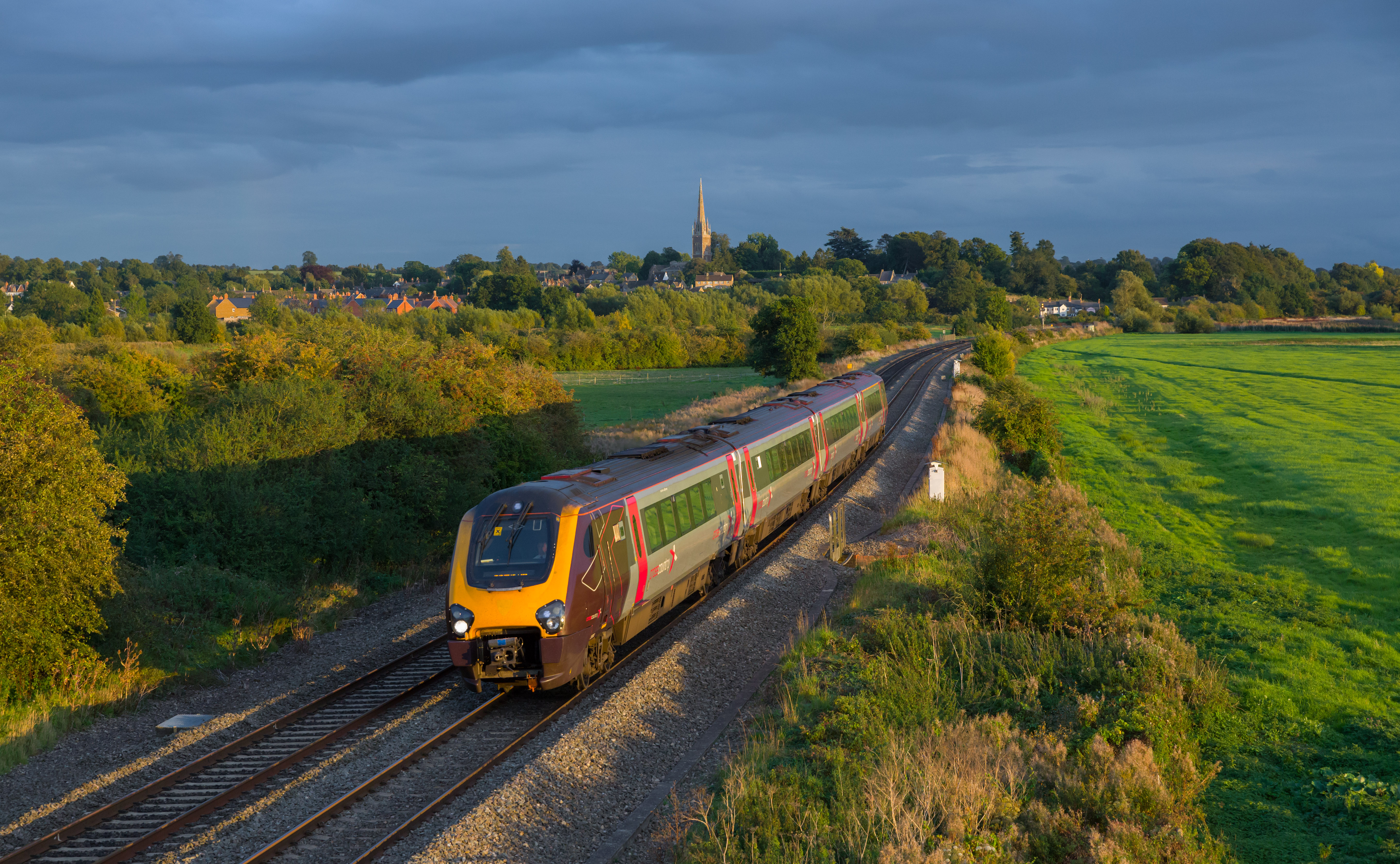
Cross Country Class 220 "Voyager" entre King's Sutton et Banbury, Angleterre. Septembre 2015.

- Class 220 (Voyager)
- Class 221 (Super Voyager)
- Class 222 (Meridian/Pioneer)

#### High speed trains(HST)
- Class 251 (Blue Pullman)
- Class 252 (HST, prototype)
- Class 253 (HST Western Region)
- Class 254 (HST Eastern Region)
- Class 255 (HST Virgin 'Challenger')

## Rames automotrices électriques
British Rail a exploité une grande diversité de rames automotrices électriques.
- Rames à courant alternatif exploitées sous caténaires à 25 kV. Là où le gabarit, sur les lignes du Great Eastern and London et de Tilbury & Southend, ne permettait pas d’implanter une caténaire à 25 kV, une tension réduite de 6,25 kV était utilisée. Les rames de Midland Railway utilisaient une tension de 6,6 kV. Dans la numérotation informatisée, les rames à courant alternatif (y compris les rames bicourant) ont été classées dans la série 300-399.

- Rames à courant continu exploitées sous une tension de 650-850 V à partir d’un troisième rail dans les réseaux Southern Region et Nord de Londres, de Merseyside et de Tyneside. La ligne Manchester-Bury utilisait une tension de 1200 V par troisième rail. Les lignes de Manchester South Junction & Altrincham et Woodhead utilisaient une tension de 1500 V par caténaire. Dans la numérotation informatisée, les rames à courant continu ont été classées dans la série 400-599.

### Rames électriques à courant alternatif ou bicourant

#### Première génération

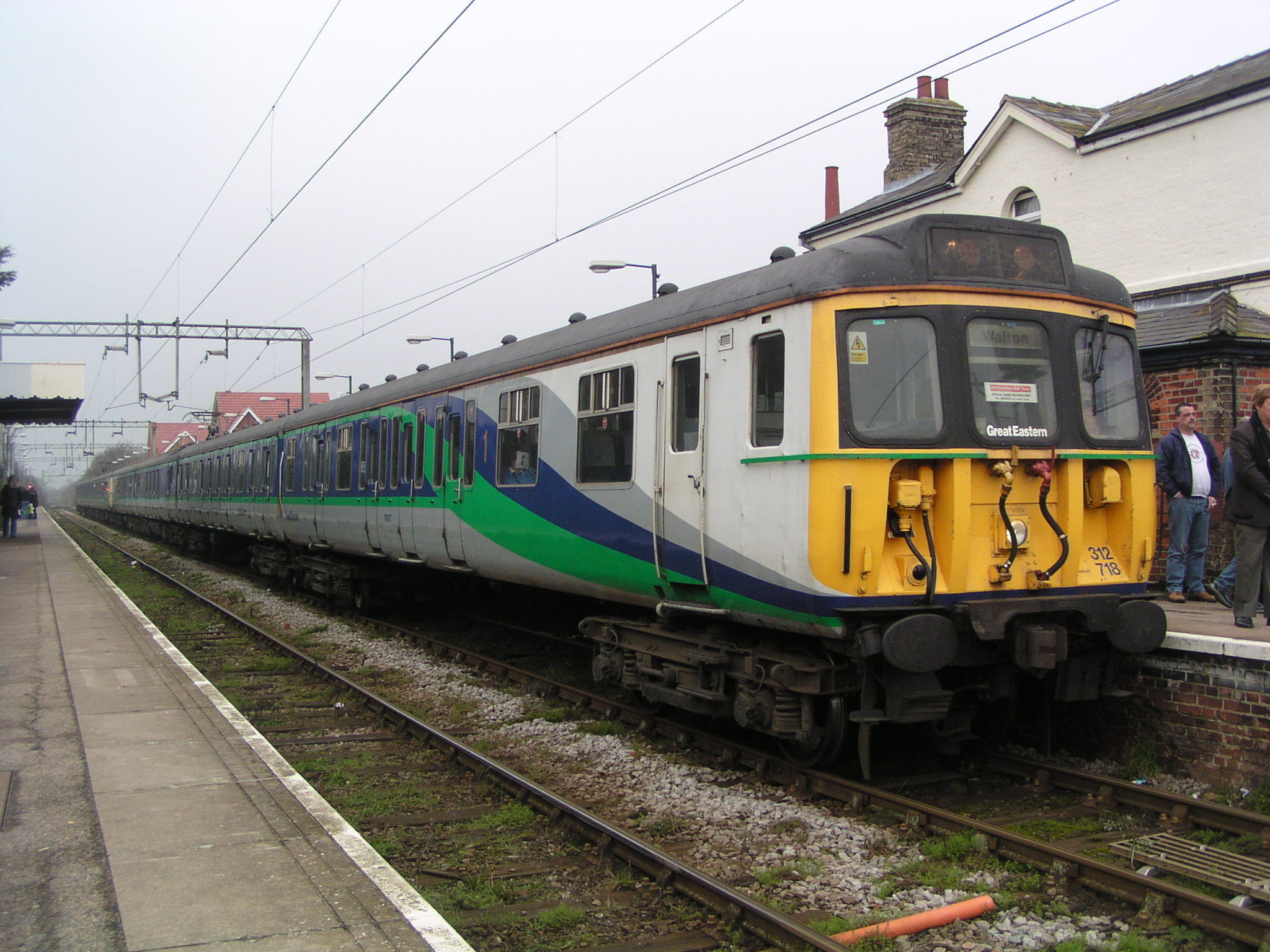
Rames Class 312 n° 312718 et 312721 de First Great Eastern à Kirby Cross.

- Rames Ex-MR (Lancaster-Morecambe-Heysham)
- Class 300 (Proposed Parcels units)
- Class AM1 (Rames prototypes 25 kV)
- Class 302 AM2 (London-Tilbury-Southend)
- Class 303 AM3 (Strathclyde)
- Class 304 AM4 (Greater Manchester)
- Class 305 AM5 (Chingford, Enfield)
- Class 306 AM6 (Shenfield inner-surburban)
- Class 307 AM7 (Southend outer-suburban)
- Class 308 AM8 (Eastern Region lines)
- Class 309 AM9 (Clacton Express)
- Class 310 AM10 (Euston outer-suburban)
- Class 311 AM11 (Strathclyde)
- Class 312 (Great Northern et Great Eastern)

#### Deuxième génération

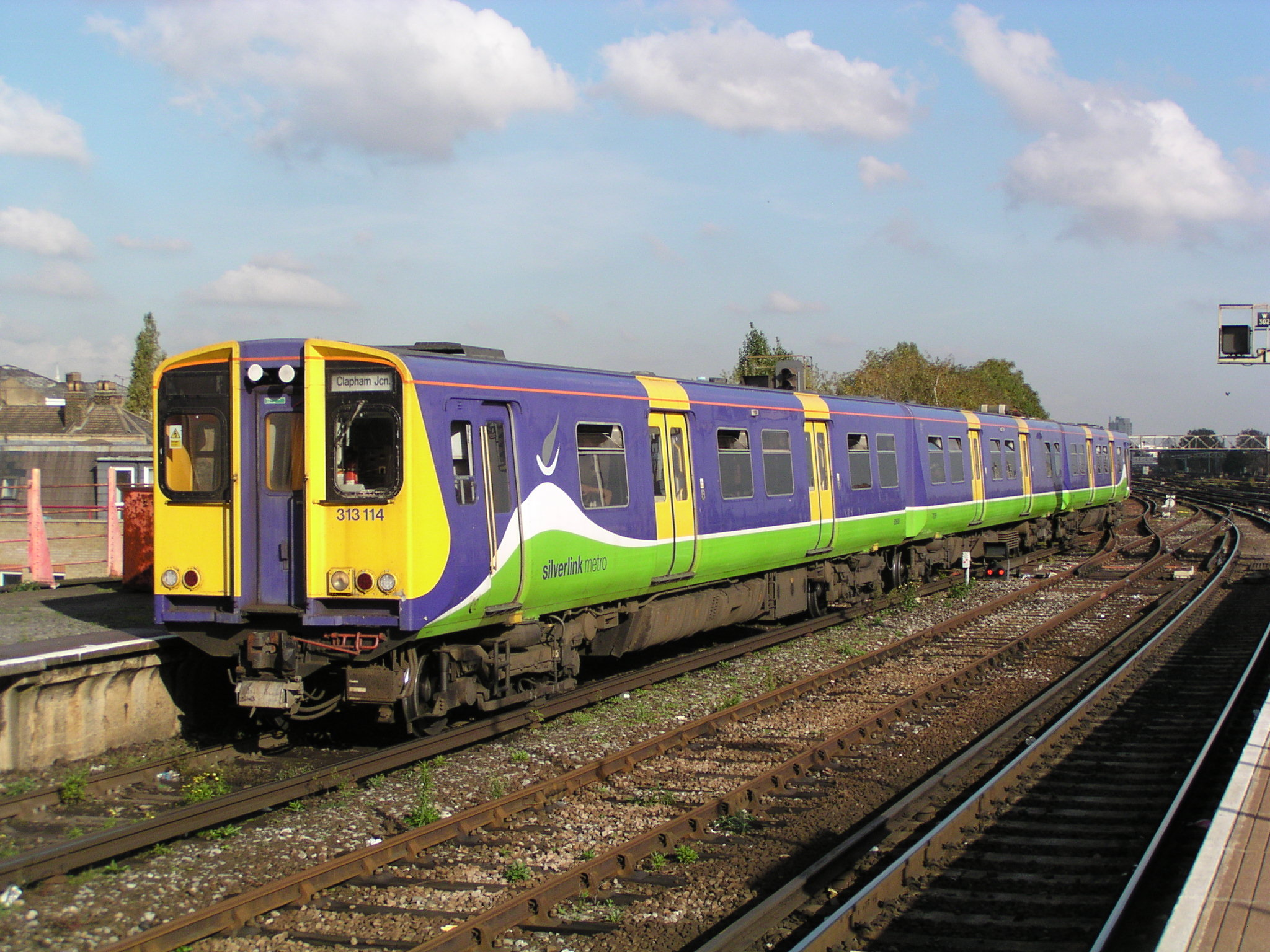
Rame Class 313 de Silverlink n° 313114 arrivant à Clapham Junction.

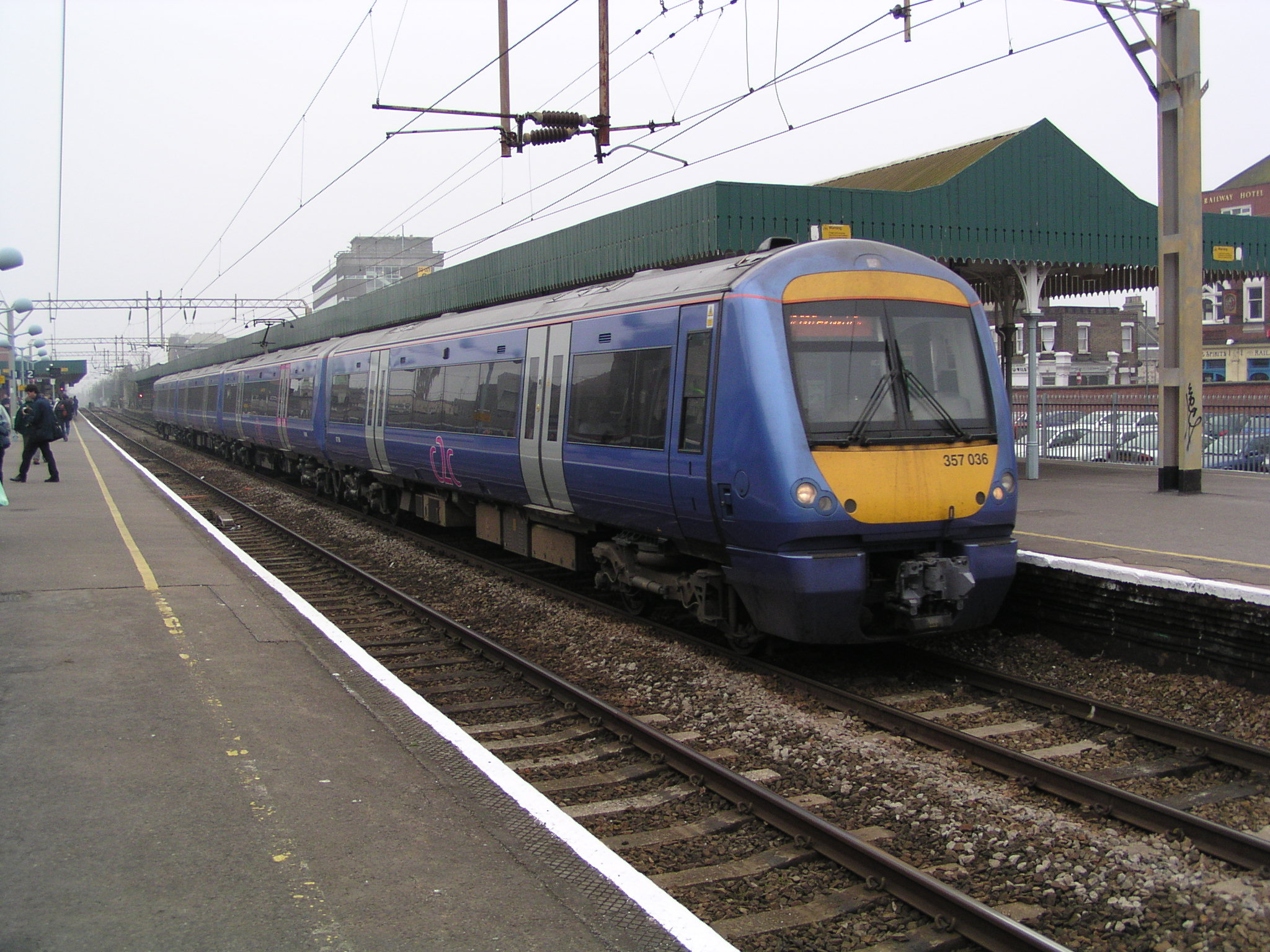
c2c Rame Class 357 n° 357036 à Southend Central.

- Class 313 (Great Northern et North London)
- Class 314 (Strathclyde)
- Class 315 (Shenfield inner-suburban)
- Class 316 (Prototype units)
- Class 317 (Bed-Pan and Great Northern)
- Class 318 (Strathclyde)
- Class 319 (Thameslink)
- Class 320 (Strathclyde)
- Class 321 (Great Eastern, Euston & W Yorks Metro outer-suburban)
- Class 322 (Stansted Express)
- Class 323 (West Midlands & Greater Manchester)
- Class 325 (Parcels)
- Class 332 (Heathrow Express)
- Class 333 (West Yorkshire)
- Class 334 (Juniper - Strathclyde)
- Class 350 (Desiro - West Coast)
- Class 357 (Electrostar - London-Tilbury-Southend)
- Class 360 (Desiro - Great Eastern)
- Class 365 (Networker Express)
- Class 375 (Electrostar)
- Class 376 (Electrostar Metro)
- Class 377 (Electrostar)
- Class 378 (Electrostar du London Overground)
- Class 379 (Electrostar - Stansted Express)
- Class 385 (A-Train - Scotrail)

#### Supertrains
- Class 370 (Advanced passenger train)
- Class 373 (Eurostar)
- Class 390 (Pendolino)
- Class 395 (Olympic Javelin)

### Rames électriques à courant continu

#### Rames de la Southern Region
Les Southern Railway et leur successeur, la Southern Region de British Rail, ont utilisé des codes à trois lettres pour classer leurs rames automotrices électriques à courant continu.
Classes TOPS 
- Class 401 2Bil
- Class 402 2Hal or 2Pan
- Class 403 5Bel
- Class 404 4Cor
- Class 405 4Sub
- Classe 410 4Bep
- Class 411 4Cep
- Classe 412 4Bep
- Class 413 4Cap
- Class 414 2Hap
- Class 415 4EPB
- Class 416 2EPB
- Class 418 2Sap
- Class 419 MLV
- Classe 420 4Big
- Class 421 4Cig ou 3Cop
- Classe 422 4Big ou 8Dig
- Class 423 4Vep or 4Vop

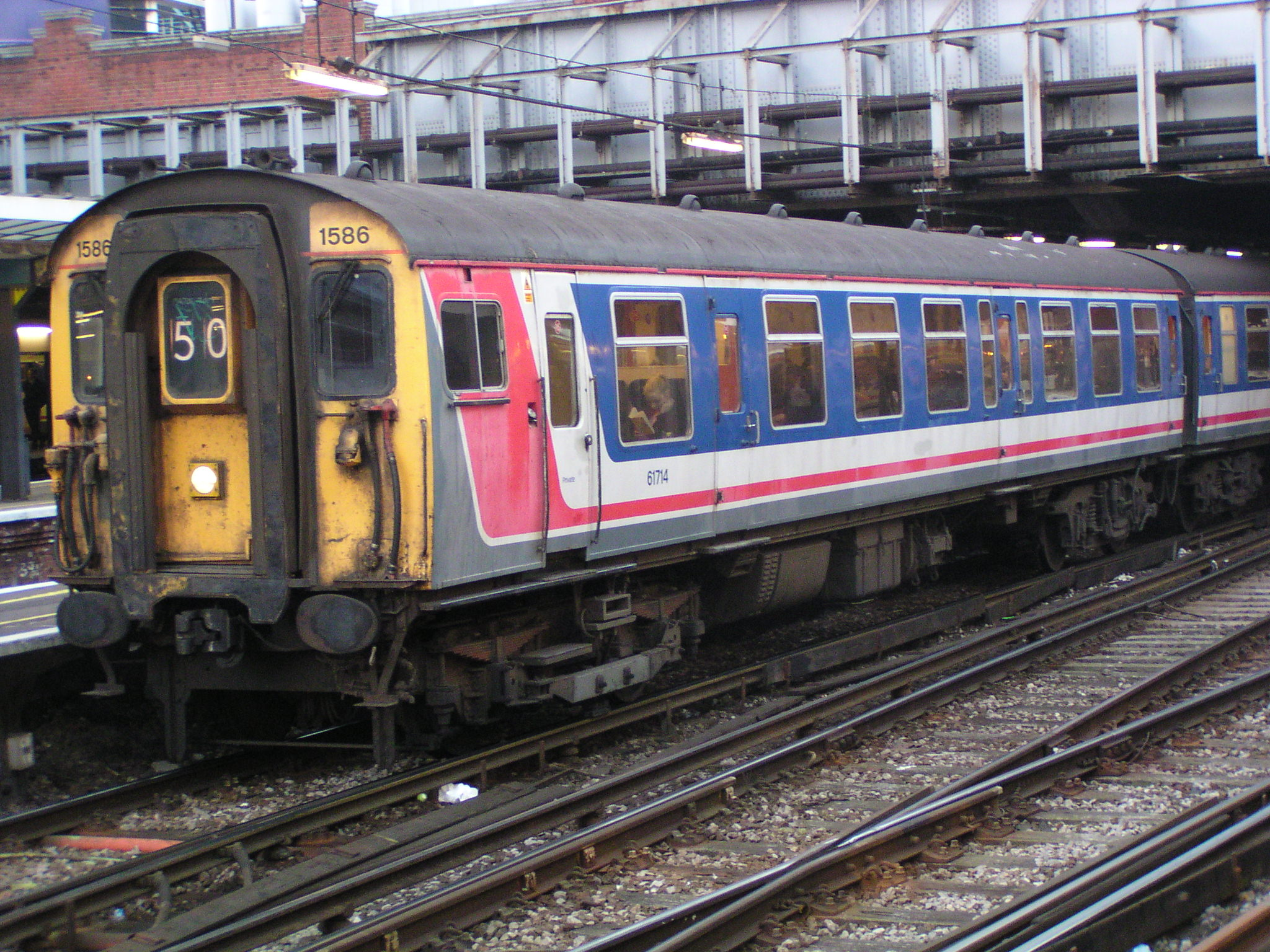
Rame de la Class 411 n° 1586 des South Eastern Trains à Londres Victoria

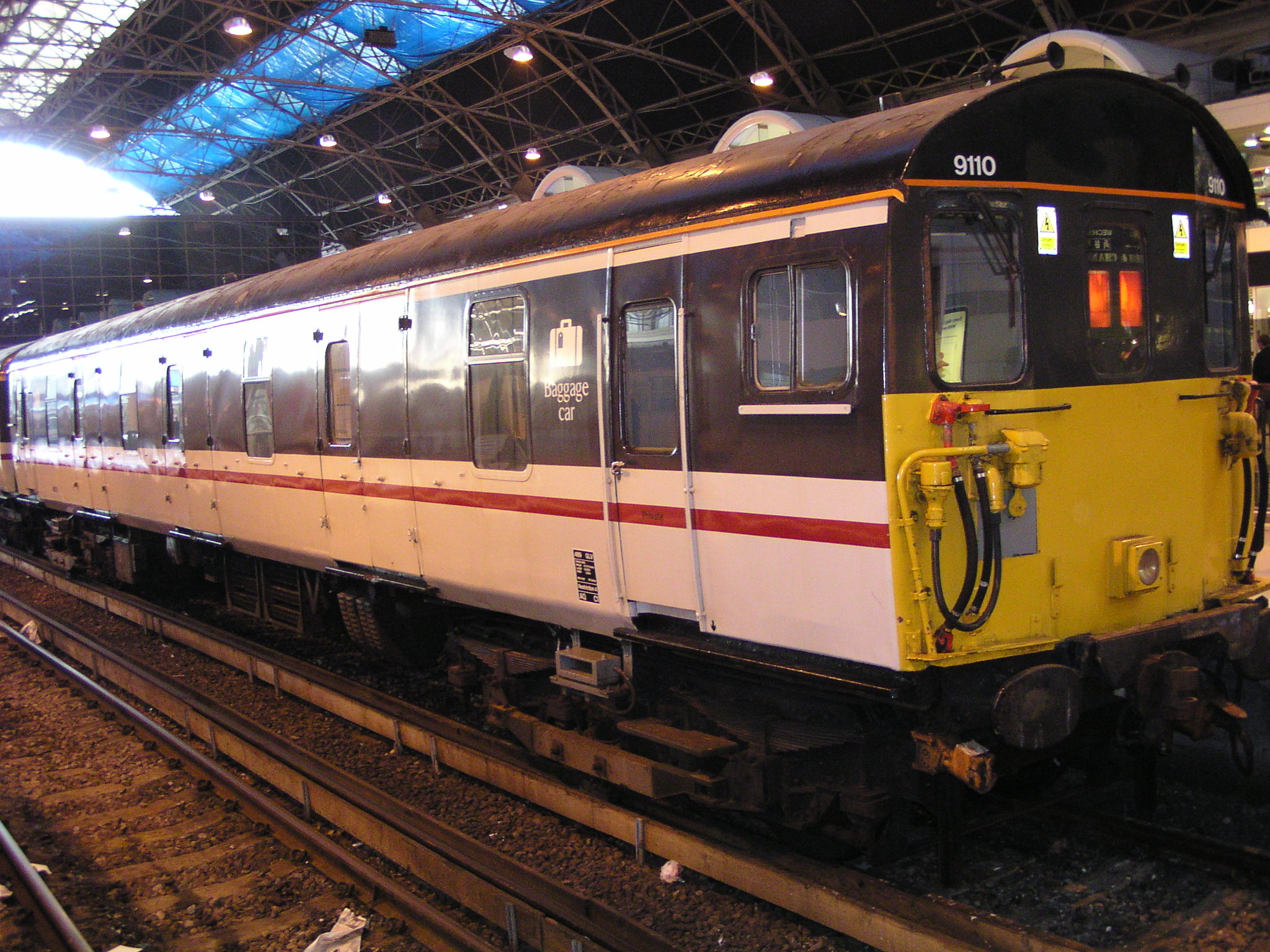
Rame Class 489 n° 9110 de Gatwick Express en gare de Londres Victoria

- Class 424 (Prototype Networker Classic)
- Classe 427 4Veg
- Class 432 4Rep
- Class 432 6Rep
- Class 432 4Rep
- Class 438 4TC
- Class 442 5Wes (Wessex Express)
- Class 444 5Des (Desiro)
- Class 445 4Pep
- Class 445 2Pep
- Class 447 (Proposed Battersea Bullet)
- Class 450 4Des (Desiro)
- Class 455
- Class 456
- Class 457 (Prototype Networker)
- Class 458 4Jop (Juniper)
- Class 460 8Gat (Gatwick Express)
- Class 465 (Networker)
- Class 466 (Networker)
- Classe 480 8Vab
- Class 482 (Waterloo & City Line)
- Class 483 (Isle of Wight)
- Class 485 4Vec
- Class 486 3Tis
- Class 487 (Waterloo & City Line)
- Class 488 (Remorques Gatwick Express)
- Class 489 GLV
- Class 438 4TC
- Class 438 3TC
- Class 499 TLV

Classes avant le système TOPS
- Classe 2Nol
- Classe 2SL
- Classe 2Wim
- Classe 3Sub
- Classe 4Buf
- Classe 4DD
- Classe 4Gri
- Classe 4Lav
- Classe 4Res
- Classe 6Cit
- Classe 6Pan
- Classe 6Pul

#### Autre rames à courant continu
Les classes de la série 500 étaient réservées aux rames à courant continu non affectées à la Southern Region. Cet ensemble comprenait les lignes à courant continu du Nord de Londres, Merseyside et Grand Manchester. Le réseau électrifié en courant continu autour de Tyneside a été désélectrifié à l’époque de l’introduction du système TOPS et l’ancien parc transféré dans la Southern Region.
Classes TOPS
- Class 501 (Nord de Londres)
- Class 502 (Liverpool-Southport)
- Class 503 (Mersey-Wirral)
- Class 504 (Manchester-Bury)
- Class 505 (Manchester-Altrincham)
- Class 506 (Manchester-Hadfield/Glossop)
- Class 507 (Merseyside)
- Class 508 (Merseyside)

Classes avant le système TOPS
- Rames Ex-LNER (Tyneside)
- Rames Ex-LNWR (North London)
- Rames Ex-LYR (Manchester-Bury)

### Rames électriques à batteries
Il s’agit d’une rame unique retirée du service avant l’introduction du système TOPS.
- 79998/79999

### Nouvelle génération
- Class 700 (Désiro City - Thameslink)
- Class 701 (Aventra - South Western)
- Class 707 (Désiro City - South Western)
- Class 710 (Aventra - London Overground)
- Class 717 (Désiro City - Great Northern)
- Class 720 (Aventra - Greater Anglia)
- Class 745 (Aventra - Greater Anglia)
- Class 755 (Aventra - Greater Anglia)
- Class 769 (Flex)
- Class 777 (METRO)
- Class 800 (Super Express)
- Class 801 (Super Express - Virgin East Coast)
- Class 802 (AT300)

## Rames du parc de service
Les classes de la série 900 étaient réservées aux rames automotrices du parc de service, dont la plupart étaient d’anciennes rames voyageurs transformées. En gros, les classes 930-935 étaient affectées aux rames de la Southern Region (ex-séries 200 et 400), les classes 936 et 937 aux autres rames électriques (anciennes séries 300 et 500) et la classe 960 aux autres rames diesel (ex-série 100). Dans les dernières années, ce classement a été moins strictement appliqué.

### Rames automotrices diesel
- Class 901 (Rames d’essais, ex-Class 101)
- Classe 930 (Rames diesel-électriques SR)
- Class 950 (Purpose-built test unit, similar to Class 150)
- Class 951 (Sandite/De-icer units, ex-Classes 201, 203, 205 et 207)
- Classe 960 (Rames diesel de service)

- Véhicules polyvalents (Véhicules de services)

### Rames à turbine à gaz
- APT-E (Rame expérimentale Advanced passenger train)

### Rames automotrices électriques
Les classes employées à l’origine par la Southern Region (SR) sont indiquées entre parenthèses ; ces désignations ont été moins strictement appliquées au cours des dernières années.
- Class 910 (Rames d’essais, ex-Class 488)
- Class 445 (Rame prototype 3-Pep)
- Classe 930 (SR Sandite and De-icing Units)
- Class 931 (SR Route learning and Stores Units)
- Class 932 (SR Research and Tractor Units)
- Class 933 (SR Mobile Instruction Units)
- Classe 935 (4Pep Research Units)
- Class 936 (Sandite units, ex-Classes 311 et 501)
- Class 937 (Sandite units, ex-Classes 302 et 308)
- Classe 960 (Rames d'essais, ex-Classes 309 et 310)